# Doña Juana la Loca
Doña Juana la Loca (Jeanne la Folle) est un célèbre tableau du peintre Francisco Pradilla.
Pradilla l'envoya de Rome où il avait obtenu une bourse pour travailler à l'Académie d'Espagne (Academia de España en Roma) et il obtint un tel succès que très rapidement apparurent de nombreuses copies oléographiques. Le tableau est un remarquable exemple du genre historique espagnol. Il obtint la Médaille d'honneur à l'Exposition de 1878 et de grands prix dans les villes de Paris, Berlin et Vienne.
Pradilla représente sur sa toile Jeanne Ire de Castille (Jeanne la Folle ou Juana la Loca en espagnol) à l'occasion de la veillée funèbre, en rase campagne, de la dépouille de son époux Philippe le Beau, qu'elle accompagne de la Chartreuse Santa María de Miraflores à Grenade. La figure de la reine, enceinte de plusieurs mois, apparaît debout, vêtue de velours noir, le visage hâve, les yeux tournés vers le cercueil. Elle est entourée de courtisans dans diverses attitudes.
Les tons sont chauds et les effets de lumière rappellent un peu Rembrandt. Mais ce qui est admirable dans ce tableau et qui impressionne aussi bien les professionnels que les amateurs, c'est la virtuosité de la composition quant à la disposition harmonieuse des personnages et leur adéquation aux circonstances du lieu et de la scène pathétique qui s'y déroule.

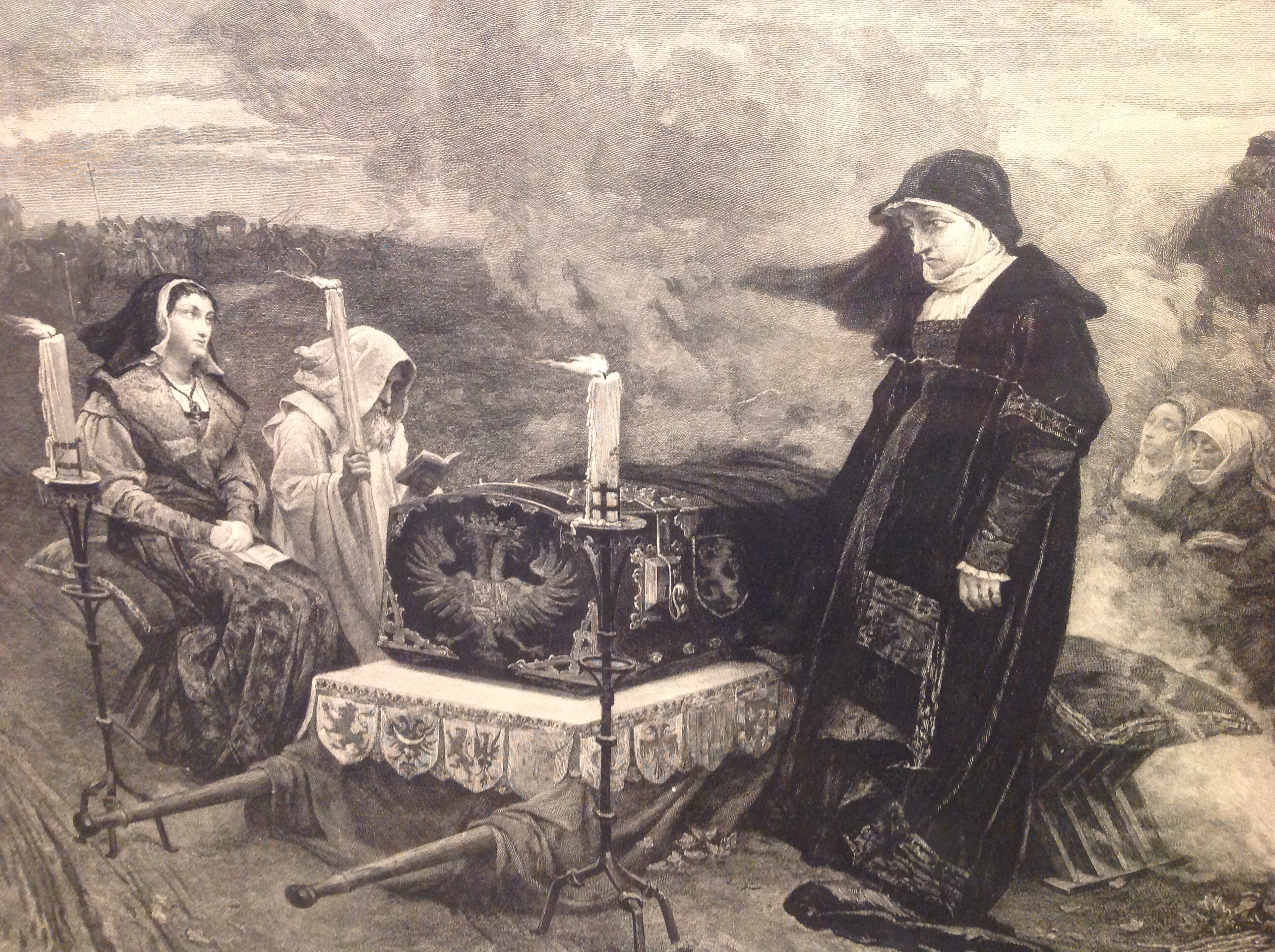
Estampe conservée à la bibliothèque-musée Víctor Balaguer.